# Warhammer 40.000: Dawn of War - Dark Crusade
Warhammer 40.000: Dawn of War - Dark Crusade è un videogioco di strategia pubblicato dalla THQ il 27 ottobre 2006, seconda espansione per Warhammer 40.000: Dawn of War. Questa versione aggiunge due nuove razze (Tau e Necron) alle 4 già presenti nel gioco base (5 in Winter Assault, la prima espansione). Dark Crusade può essere un gioco stand-alone o essere installato sia assieme a Winter Assault che al solo gioco base, Dawn of War. Caratteristica interessante è che il gioco non prevede una sequenza prestabilita di missioni, bensì la conquista del pianeta Kronus, scegliendo liberamente l'ordine nel quale conquistare le aree del pianeta con la razza scelta tra quelle disponibili (fino a sette, con tutte le edizioni precedenti del gioco).

## Impero Tau
Una delle nuove razze implementate è l'Impero Tau. I Tau sono forti nei combattimenti a distanza, ma deboli nelle mischie, come nel gioco da tavolo. Per proteggersi i Tau confidano nel rallentare l'avanzata nemica (anche avvalendosi di trappole lanciabili dal comandante Tau), e usando la fanteria Kroot per ingaggiare i nemici in corpo a corpo prima che possano raggiungere le forti unità di tiratori Tau. A differenza delle altre razze, i Tau non hanno altre strutture difensive oltre alle Stazioni d'Ascolto fortificate, non possono neanche costruire campi minati come le altre razze, oltre al Comandante Tau che ha l'abilità di lanciare trappole infiltrate, che esplodono al passaggio del nemico rallentando le unità nemiche vicine per un certo periodo di tempo.
In sostituzione i Tau possono produrre unità che funzionano come torrette e mine. Gli XV88 Broadsides possono trincerarsi, diventando stazionari, ma sviluppando due cannoni laser (cannoni a rotaia) che infliggono un'enorme quantità di danni. Le loro squadre di droni possono seppellirsi e diventare infiltrate, esplodendo con violenza quando vengono distrutti. Tuttavia entrambi occupano molta popolazione e entrambi possono ritornare a muoversi come le altre unità.
A differenza delle altre razze l'albero tecnologico dei Tau ammette due strade diverse (Alcuni giocatori credono che sia dovuto all'influenza di Company of Heroes, un altro gioco della Relic). Durante la partita, il giocatore deve scegliere se costruire il Posto di comando Mont'ka (Colpo Mortale nella lingua dei Tau), che consente l'uso di altre unita Tau che privilegiano il tiro a distanza, e il Posto di comando Kauyon (Cacciatore Paziente nella lingua dei Tau) che consente più unità Kroot valide nel corpo a corpo. Nella stessa partita il giocatore può costruire solo uno dei due posti di comando. La costruzione di questi edifici consente più unità e potenziamenti a seconda del posto di comando scelto.
Quando i Tau ottengono una reliquia, possono produrre il Grande Knarloc. Lo Knarloc è una creatura simile allo Squiggoth ma senza armi a distanza. Una tattica molto usato dai Tau è utilizzare il Krotoox che infligge numerosi danni sia a distanza sia in mischia.
Ai Tau è stata data una voce con leggero accento asiatico.

## Necron
L'altra nuova razza sono i Necron. I Necron hanno un modello economico differente dalle altre razze, usano infatti solo energia. Per questo il Monolito Necron (il loro Quartier Generale) supporta più generatori dei QG delle altre razze. C'è comunque un decadimento che ridurrà la potenza dei generatori con il passare del tempo. Questo rende la gestione delle risorse più semplice per i Necron, che devono semplicemente costruire i generatori e controllare una sola risorsa.
Catturare punti strategici e costruire obelischi su di essi (la versione Necron di un Punto d'Ascolto) permette loro di costruire le unità più velocemente, e incrementa anche il limite di veicoli e fanteria. Per bilanciare la cosa, i Necron nei primi minuti di gioco possono produrre le unità a una velocità estremamente ridotta finché gli obelischi non sono costruiti. Gli Obelischi Necron sono anche più resistenti e potenti dei Punti d'Ascolto delle altre razze, rendendoli buoni abbastanza da poter affrontare le truppe nemiche da soli.
I giocatori Necron sono capaci di bilanciare le forze tra unità atte a proteggere la base e ad attaccare al nemico, o aggiornare il loro quartier generale principale per trasformarlo nel Monolito Riattivato..
I Necron, a differenza delle altre armate, usano la loro unità costruttrice, gli Scarabei, per catturare punti strategici, punti critici e reliquie, poiché le altre unità Necron non li possono catturare. Lo spettro è un'eccezione, dato che può toglierli al nemico, ma non può catturarli per i Necron, in maniera simile alle Sentinelle della Guardia Imperiale.

### Il Monolito
Solo il Monolito può richiamare nuove unità, mentre gli altri edifici servono per aggiornare e sbloccare le tecnologie Necron da evocare in battaglia. Questo rende i Necron simili agli Zerg di Starcraft.
A differenza delle altre razze (a parte i Tau), i Necron non possono costruire campi minati. Verso la fine dell'albero tecnologico dei Necron, dopo aver conquistato una reliquia, il Monolito può essere risvegliato (riattivato). Diventa una base mobile, pesantemente armato, e dotato di una limitata capacità di teletrasporto. Quando viene distrutto, si teletrasporta alla base, pronto ad essere riattivato appena le riparazioni sono terminate. Una volta risvegliato, il Monolito servirà come una potente fortezza mobile.

### Il Sacerdote
Il Sacerdote Necron è probabilmente la più forte unità dell'armata Necron, grazie alla sua abilità di trasformarsi nel Noctifero, una mortale divinità C'Tan che i Necron adorano; il Noctifero è invulnerabile a ogni tipo di attacco, ma ogni volta che viene evocato resta in campo per circa trenta secondi; dopo, il Sacerdote riprende le sue normali sembianze. Il Sacerdote Necron può inoltre ricevere vari artefatti dall'edificio dell'Archivio Proibito, e può utilizzarne fino a tre contemporaneamente per aumentare il suo potere. Uno di questi artefatti, la Sfera della Resurrezione, gli conferisce l'abilità di rianimare i Necron morti intorno a sé; altri artefatti lo rendono in grado di rallentare il tempo, o di accecare le unità nemiche. Infine guadagna punti ferita per ogni evoluzione del Monolito.

### Precedenti apparizioni in Dawn of War
I Necron sono apparsi anche durante l'ultima missione di Winter Assault, dove il giocatore doveva difendere le rovine del Titano dai loro attacchi. Le uniche unità che si possono vedere in quell'occasione sono i Guerrieri, il Sacerdote e il Monolito; questi ultimi sono così potenti che solo i cannoni del Titan possono distruggerli facilmente, anche se era possibile distruggerli in un altri modi, seppur con maggior fatica.

## Nuove Unità
- Agli Space Marine vengono aggiunti i Cavalieri Grigi, un misterioso capitolo di Space Marine specializzato nella caccia ai demoni. I Cavalieri Grigi hanno potenti abilità da psichiche, che gli consentono di usare devastanti abilità speciali.
- Agli Space Marine del Caos viene aggiunto il Principe Demone. Questa è una ricerca disponibile nel Pozzo dei Demoni (terzo stadio tecnologico) che consente al Condottiero del Caos di trasformarsi in un Principe Demone, un'unità molto potente con l'abilità Ruggito Demoniaco, che azzera il morale delle unità nemiche vicine con molta facilità. Nella modalità storia è possibile trasformare il proprio comandante in Principe Demone solo dopo avergli comprato ogni altro possibile potenziamento nelle fasi tra una battaglia e l'altra.
- Agli Eldar viene aggiunto l'Arlecchino, un servo del dio Ridente degli Eldar. Eccellente in mischia e contro la fanteria. L'Arlecchino ha anche due abilità: il Bacio dell'Arlecchino e la Danza della Morte. Il Bacio dell'Arlecchino uccide all'istante qualunque unità (tranne comandanti, veicoli e unità che richiedono il possesso di una reliquia), mentre la Danza della Morte consente all'Arlecchino di volteggiare in aria selvaggiamente, mandando a terra fanteria e comandanti.
- Agli Orki vengono aggiunti i Rikkaztri. Questi sono speciali Orki che vanno molto orgogliosi delle loro armi da fuoco. Sono estremamente potenti a distanza ma deboli in mischia.
- Alla Guardia Imperiale viene aggiunta la Squadra di Armi Pesanti, uomini della Guardia Imperiale che possono trincerarsi per sparare con un'arma pesante. L'arma standard è il requiem pesante, che può essere migliorato in cannone laser (efficace contro veicoli e edifici) o in un cannone automatico (un cannone dal grosso calibro che spara a ripetizione, efficace contro fanteria pesante e veicoli leggeri).

## Nuova Campagna
Gli eventi di Dark Crusade hanno luogo sul pianeta Kronus, un mondo sul confine est dell'Imperium degli Uomini, dove la popolazione umana locale coesiste pacificamente con il vicino Impero Tau. Il governatore Tau di Kronus Aun'el't'pel ha visto il pianeta come un possibile guadagno nella campagna della terza sfera che si combatte sul confine est e ha ordinato ai Guerrieri del Fuoco di andare in battaglia. Anche una popolazione locale di Orki è presente nelle giungle del sud del pianeta. Oltre alla popolazione locale, Kronus è anche un mondo che nasconde segreti che interessano gli Space Marine del capitolo Corvi Sanguinari e ai Predicatori degli Space Marine del Caos. All'oscuro di tutti, Kronus sembra sia anche un mondo-tomba dei Necron, i cui abitanti cominciano a risvegliarsi, e gli Eldar dell'Arcamondo di Ulthwè presto arriveranno a loro volta, per impedire alla minaccia Necron di risvegliarsi. Kronus è presto in rotta per una guerra tra sette contendenti.

### Il nuovo sistema di campagna
L'espansione presenta un'"esperienza completamente nuova per il giocatore singolo", una campagna che include una "meta-mappa" simile a quella presente in Dune 2 di Westwood Studios, al contrario della versione con la vecchia, con una storia programmata e lineare.
I giocatori scelgono la fazione da rappresentare, e quindi muovono battaglia per la supremazia di Kronus usando quell'esercito. Catturare e mantenere certe regioni speciali conferisce dei bonus sulla mappa strategica o in battaglia: ad esempio catturare il porto spaziale permette al possessore di attaccare qualsiasi regione sulla mappa a parte i quartier generali; soddisfare il Dio del Sangue permette di attaccare o muovere due volte a turno; catturare una regione permette lo sbarco orbitale di strutture in ogni missione; catturare le industrie aumenta le risorse a un tasso estremamente alto.
Oltretutto, molti dei territori danno al giocatore le unità "Guardia d'Onore". Queste sono piccole ma potenti unità, spesso costituite da sergenti, capisquadra o truppe veterane: gli Space Marine hanno i Veterani della Prima Compagnia, Marine singoli ma particolarmente valorosi; gli Eldar hanno unità di Esarchi; gli Orki hanno le "Zquadre Pezanti"; il Caos il Campione Scelto; la Guardia Imperiale delle truppe di fanteria più potenti; i Tau hanno i Guerrieri del Fuoco Guardie del corpo e i Branchi Alfa dei Kroot; i Necron hanno unità avanzate. Ovviamente, guadagnano anche altri tipi di unità, come unità di comando e alcuni mezzi. Queste unità sono disposte all'inizio della battaglia accanto al comandante. Devono essere reclutate nella schermata strategica della campagna (non in battaglia), e se vengono distrutte devono essere reclutate nuovamente. Permettono attacchi veloci o solide difese all'inizio della partita. Ogni fazione può ricevere fino a dodici unità, una per ogni regione che conquista.
La campagna di Dark Crusade implementa anche oggetti speciali che il comandante dell'esercito può ricevere per aver completato degli obiettivi, come raggiungere un certo numero di vittorie offensive e difensive o l'alto numero di uccisioni, e può usare questi oggetti in battaglia per avere abilità extra. Ci sono un totale di dieci differenti oggetti speciali per ogni Eroe/Comandante, e sono utilizzabili solo durante la campagna. Comunque, in multigiocatore e nelle partite singole contro il computer, i comandanti sono visti equipaggiati con certi oggetti speciali per ragioni puramente estetiche: il comandante base nelle modalità skirmish e multigiocatore possono essere anche più potenti di un comandante della campagna. Inoltre, in queste partite alcuni degli oggetti utilizzabili possono essere disponibili come ricerche tecnologiche, come la pistola plasma per il Caos e gli Space Marines.

## Altri aggiornamenti
In aggiunta alle nuove unità, le razze precedenti hanno ricevuto un leggero potenziamento ai loro alberi tecnologici, con molte delle unità originali migliorate con nuove abilità o potenziamenti grafici\visivi. Per esempio, il carro armato Cerbero della Guardia Imperiale ha guadagnato l'abilità "Che brucino tutti", che gli permette di creare un muro di fuoco sul terreno di battaglia. L'Aspirante Campione del Caos ha guadagnato l'abilità dell'"Aura di Paura": questa aumenta l'ammontare massimo di vita per Space Marine del Caos, Razziatori o Cultisti nella squadra, ed aumenta la vita del Campione stesso. I medici degli Orki hanno guadagnato una nuova abilità, che gli permette di piazzare una pericolosa bomba sul terreno, che esplode dopo pochi secondi, causando molti danni. Inoltre, le unità di comando di Space Marine, Caos e Guardia Imperiale sono state ridisegnate, facendoli sembrare notevolmente più giovani, o ricevendo un grosso elmo ornato nel caso del Comandante del Caos. Anche le voci di questi comandanti sono state sostituite, ma con le stesse battute. Il Signore del Caos ha invece le battute cambiate.
L'espansione ha inoltre aggiunto dei limiti, riducendo il numero massimo che si può avere per numerose unità speciali. Nelle precedenti versioni alcuni di questi limiti erano già presenti (come per esempio il limite di 3 carri Basilisco per la Guardia Imperiale), ma erano piuttosto sporadici. In questa espansione del gioco moltissime unità avanzate sono state limitate per numero, principalmente per contrastare i problemi in multiplayer di sbilanciamento e "spamming", ovvero dell'utilizzo intensivo di un solo tipo di unità: arrivati allo stadio avanzato di una partita di Winter Assault, gli Space Marine usavano solo Terminator, gli Eldar solo Prismi di Fuoco, ecc. Questi limiti sono scavalcati solo nelle missioni Fortezza e nella modalità Campagna, ma in genere solo quando sono presenti alcune circostanze, e solamente da parte delle fazioni governate dal computer. Vi è una (ed una sola) missione ove il giocatore può saltare questa regola: nella missione per conquistare l'abilità "Base avanzata", il computer mette a disposizione del giocatore un'enorme quantità di unità all'inizio della partita, incluse due unità sbloccabili solo con le Reliquie. Questo è dovuto al fatto che il giocatore non ha edifici, e perciò non può rimpiazzare le perdite durante la missione, se non rinforzando le squadre.

## Successo del gioco
L'espansione ha ricevuto molte recensioni positive, che citano la notevole campagna a giocatore singolo, il gioco bilanciato, e il multiplayer stabilizzato. Molti sono stati sorpresi dalla qualità, e dalla quantità di modifiche apportate dall'espansione. L'espansione ha una media voti di 86 su 100 su Metacritic.

## Personaggi notevoli

### Fratello-Capitano Davian Thule
Il Fratello-Capitano Davian Thule è il comandante delle tre compagnie di Space Marine Corvi Sanguinari inviate su Kronus dal comandante del loro capitolo in Dark Crusade. Dopo il suo arrivo invia un messaggio al Governatore Militare Alexander, ordinandogli di evacuare tutti i civili e il personale della Guardia Imperiale per permettere l'inizio del rastrellamento del pianeta da parte dei Corvi Sanguinari. Alexander si rifiuta di ritirarsi, e ora i Corvi Sanguinari devono combattere contro i loro compagni soldati dell'Imperium. Thule si dispiace di dover uccidere i suoi compagni d'arme, ma i suoi ordini sono inderogabili: Kronus dev'essere ripulito. A parte questo, poco è noto di lui, a parte il fatto che sia il Capitano del distaccamento di Corvi Sanguinari. Thule è armato con una spada a catena a doppio taglio e di una pistola Requiem all'inizio della campagna, e quando è completamente equipaggiato porta un Martello Ammazzademoni e una pistola al plasma, oltre ad indossare un'armatura largamente decorata da Artificiere, con uno zaino di teletrasporto sul retro.
Quando i Corvi Sanguinari sconfiggono tutte le altre sei razze in Dark Crusade, raccolgono alcuni resti della guerra (campioni di sangue Tau, artefatti del Caos e i rimasugli dell'Avatar degli Eldar, per nominarne alcuni) e preservano alcuni dei segreti del Capitolo presenti su Kronus. L'Inquisitore arriva per domandare delle loro azioni, ma gli ufficiali in comando riescono ad evadere le sue domande, rispondendo che stanno solo 'seguendo gli ordini' del loro Maestro di Capitolo. Il narratore a questo punto afferma che i tempi più oscuri del capitolo sarebbero iniziati con la fine della loro 'Dark Crusade'. I sopravvissuti del devastato Primo Reggimento di Kronus mantengono un profondo odio per i Corvi Sanguinari, nonostante Thule abbia organizzato un trasporto sicuro per i soldati che avevano combattuto contro i suoi Marine sino a poco prima, e Thule e il Cappellano dei Corvi Sanguinari onorarono il corpo del Governatore Militare Alexander per aver seguito i suoi ordini così solertemente. Hanno anche, però, giustiziato tutti i membri della Quinta Compagnia del Primo reggimento, per la loro ribellione nei confronti dei loro compagni di Reggimento. Ironicamente, se i Marine uccidono il Commissario della Quinta Compagnia durante la campagna della Guardia, la Compagnia si unisce agli Space Marine per paura di essere distrutti, e nonostante questo vengono giustiziati per aver prima di tutto tradito il loro Reggimento.
Se un'altra razza sconfigge ed espugna la fortezza dei Corvi Sanguinari nella Vandea del Nord, il gioco mostra il Capitano Thule riverso al suolo, e un Marine che ordina all'Apotecario di prendere Thule e riportarlo alla nave da trasporto per preservare il suo seme genetico; poco dopo il Reclusiarca Mikelus della Prima Compagnia dei Corvi Sanguinari richiama un bombardamento orbitale sul posto, sacrificando se stesso e i rimanenti marine, ma distruggendo i nemici, come tentativo per preservare o distruggere i segreti e le reliquie che il Capitolo custodisce.

### Kapoguerra Gorgutz 'Ead 'Unter
L'autoproclamato comandante degli Orki, che scappò da Lorn V in Winter Assault, ritorna in Dark Crusade.
Gorgutz, in cerca di un nuovo luogo dove ricostruire la sua Waaagh!, vede in Kronus un punto di partenza eccellente a causa dei combattimenti in corso sul pianeta. Facendo "atterrare" il suo Ratzo sul pianeta, nonostante le furiose battaglie fra le flotte Tau e Imperiali, Gorgutz impone la sua leadership sopra i locali Orki ferali, e si prepara a lanciare la Waaagh! sul resto degli abitanti del pianeta dalla sua fortezza/"punto d'atterraggio" nella Costa Verde. Come Kapoguerra, Gorgutz è inizialmente armato e ricoperto di una Megarmatura standard degli Orki, ma quanto la Waaagh! guadagna potenza, la sua tuta e le sue armi diventano potenziate e incredibilmente devastanti. Gorgutz è uno dei comandanti più forti (assieme a Eliphas come Principe Demone) nella campagna, e gli aggiornamenti del suo equipaggiamento aumentano così tanto il danno da lui provocato, la sua salute e altre caratteristiche, che lo rende in grado di assorbire enormi quantità di danni, di muoversi rapidamente e di essere un vero e proprio esercito lui stesso (da notare che ha più vita delle super unità di Tau, Space Marine e Guardia Imperiale).
Se gli Orki riescono a sconfiggere tutte e sei le altre razze in Dark Crusade, i rimasugli di tutte le altre fazioni vengono distrutti e cacciati, e Kronus diviene un punto importante di partenza per la Waaagh! di Gorgutz verso i pianeti vicini. Gorgutz lo userà per gli anni a venire, divenendo un problema importante per i mondi di confine dell'Imperium dell'Uomo. Dopo aver sconfitto ogni razza, Gorgutz guadagna nuovi titoli. In aggiunta al tradizionale 'Ead 'Unter, viene anche chiamato Daemonkilla, Deathkilla, Bloodspilla, Gunsmasha, Ragescreama e Ghostkilla per aver sconfitto rispettivamente il Caos, i Necron, gli Space Marine, la Guardia Imperiale, i Tau e gli Eldar.
Se invece la base degli Orki viene conquistata da una fazione avversaria, il gioco mostra Gorgutz che fugge assieme ad un Kapo, mentre l'esplosivo innescato nella sua base esplode e commenta "Always have yer tunnels dug 'n ready" ("bisogna sempre avere tunnel scavati e pronti"), riuscendo a sfuggire all'attacco dei suoi avversari. Mentre è in fuga, Gorgutz promette che la sua Waaagh! sarà ricostruita su un altro pianeta. Se in particolare Gorgutz viene sconfitto dalle forze del Caos, i Marine reclamano il teschio di Lord Crull che era in suo possesso, e lo offrono in sacrificio a Khorne.

### Eliphas l'Erede
Eliphas è un Apostolo Oscuro dei Predicatori, che cerca il favore degli Dei del Caos, ed è il Comandante delle forze degli Space Marine del Caos su Kronus, alla testa di una compagnia intera, stanziata nella Penisola di Deimos, arrivata da un portale Warp. Ciò che si sa di lui è che tenta di ripristinare l'onore del Caos, perso durante l'Eresia di Horus, a causa di una grave sconfitta su Kronus contro gli Ultramarine. Eliphas era un semplice Sergente durante l'Eresia, ma ora ha scalato i ranghi della sua Legione. È armato inizialmente di una Pistola Requiem e di una Spada ad Energia, ma una volta completamente equipaggiato, porta una Pistola Plasma e un Crozius maledetto, veste l'Elmo del Primarca della sua Legione, Lorgar, ed è coperto di un'armatura demoniaca che ha, tra le altre cose, uno zaino che monta uno stendardo fatto di pelle umana. Se Eliphas riesce ad ottenere tutti gli altri suoi equipaggiamenti, ascende alla forma demoniaca, diventando un temibile Principe Demone. Stranamente però, la sua voce rimane identica quando dialoga con i comandanti delle altre fazioni. Inoltre, se si deve giocare uno scontro sui Picchi Hyperion dopo che Eliphas ha ottenuto la forma demoniaca, il giocatore avrà la facoltà di controllare ben due Principi Demoni. A causa di questa sua forma demoniaca, Eliphas è chiaramente il comandante più forte di tutto il gioco, raggiunto solamente da Gorgutz, ma è anche il più difficile da ottenere nella sua forma migliore.
Quando i Predicatori sconfiggono tutte le altre sei razze in Dark Crusade, Kronus stesso si trasforma in un Mondo Demoniaco, in cui la gran parte della popolazione locale viene convertita al Caos, o uccisa sommariamente. Eliphas ascende alla forma demoniaca col favore dei quattro Dei del Caos, del Comandante Abaddon il Distruttore, e di Lorgar, Primarca dei Predicatori. Eliphas prende il comando di questo Mondo Demoniaco, e lo usa come pietra miliare per lanciare i suoi successivi attacchi contro l'Imperium. È da sottolineare che Eliphas guadagna il favore di Khorne donandogli il teschio di Lord Crull, il che dovrebbe significare che effettivamente Gorgutz dovrebbe esser riuscito ad ucciderlo su Lorn V, durante la campagna narrata in Winter Assault.
Una situazione interessante si propone quando Eliphas attacca la fortezza dei Corvi Sanguinari. In aggiunta al cattivo sangue e agli attriti che dividono i due schieramenti, da un commento di Eliphas durante la missione si può intendere che i Corvi Sanguinari siano una frazione lealista di una Legione Traditrice. Questa deduzione è dovuta al fatto che Eliphas menziona ripetutamente che essi sono persone vicine, che potrebbe indicare o le origini dei Marine del Caos, o che ci sia un possibile collegamento tra i Corvi Sanguinari e una Legione del Caos (collegamento nascosto alla Stirpe dei Mille di cui si trovano riferimenti in alcuni racconti di Dawn of War. Di più grande importanza è però il finale della missione. Se Eliphas riesce a conquistare la fortezza dei Corvi Sanguinari, guadagna il favore del Comandante Abaddon; tale evento è difficilmente spiegabile, visto che la storia dei Corvi Sanguinari non si estende così nel passato fino all'Eresia di Horus, e quindi risulta difficile trovare una motivazione nell'interesse del Comandante nella morte dei Corvi Sanguinari.
Se invece è la fortezza del Caos ad essere conquistata, si può vedere Eliphas conversare (e sparare) ad un ignoto Principe Demone presso il Portale Warp mentre collassa, che afferma che Eliphas ha fallito oltre ogni possibilità di redenzione, prima di sollevarlo in aria, e di far esplodere Eliphas, come possibile sacrificio in favore di Khorne.

### Veggente Taldeer
Al comando di tutte le forze Eldar su Kronus, Taldeer era apparsa per la prima volta in Winter Assault.
Al comando di un esercito dell'Arcamondo Ulthwé, Taldeer appare molto preoccupata dal riapparire dei Necron e farà tutto il necessario per neutralizzarli, anche se dovesse combattere contro tutto il pianeta. Come Veggente, inizialmente è armata con una spada e una pistola Shuriken. Con l'avanzare della campagna, guadagnerà tra le altre cose una Lancia Stregata a due lame, una doppia pistola shuriken e un'armatura in spettrosso.
Se gli Eldar sconfiggono tutte le altre razze, Taldeer abbandonerà il pianeta. Kronus diventerà un mondo instabile, con una guerra perenne che durerà per secoli. Se invece la fortezza Eldar in Tyrea viene conquistata, si può vedere Taldeer ordinare agli ultimi Eldar rimasti di evacuare e trovare rifugio nella foresta. Dice anche di rinunciare al titolo di Veggente, poiché le sue visioni li hanno portati tutti alla rovina; subito dopo si getta nella mischia dei suoi assalitori, abbattendone un paio prima di essere soverchiata - ed il suo fato ultimo è la morte contro la maggior parte delle altre fazioni. Una possibilità particolare è invece quando gli Eldar vengono sconfitti dalla Guardia Imperiale: in questo caso Taldeer viene catturata viva, imprigionata e mandata all'Inquisizione per essere "interrogata". Un'ultima possibilità è la sconfitta contro i Tau, in cui vari Eldar (tra cui probabilmente anche Taldeer) vengono catturati e attendono il loro destino mentre i Tau studiano la loro tecnologia.

### Governatore-Militante Lukas Alexander
Il generale Lukas Alexander viene inizialmente mandato su Kronus dal Comando Segmentum per inseguire e catturare la Veggente Taldeer dopo le sue azioni su Lorn V (come mostrato in Winter Assault).
Le sue forze atterrano nella città abbandonata di Baia Vittoria e trovano tracce di antiche reliquie disseminate da un capo all'altro del pianeta, compreso il cannone "Tempesta Infernale", un'arma facente parte del Titano Imperiale "Aquila Ignis", risalente all'Eresia di Horus. L'alto comando della Guardia Imperiale nomina allora Lukas Alexander "Governatore-Militante" di Kronus e gli affida l'incarico di restituire Kronus all'Imperium dell'uomo dalle mani dell'Impero Tau. La città viene ribattezzata "Baia Vittoria" ed i Tecnopreti cominciano a riportare alla luce l'imponente cannone Titano.
Alexander forma il Primo Reggimento di Kronus, battezzandolo con il nome di "Liberatori", finché i suoi soldati lottano per liberare gli umani che vivono sotto il dominio Tau. Sfortunatamente i suoi obiettivi lo pongono in diretto contrasto con una task force di Corvi Sanguinari, arrivati su Kronus poco dopo i "Liberatori" per cercare di scoprire dei misteri sul passato del capitolo. I Corvi Sanguinari hanno quindi l'ordine di purificare il pianeta in modo da assicurarsi che le loro scoperte rimangano segrete. Essi intimano ad Alexander di andarsene, ma egli è risoluto nel voler portare a termine i propri ordini e scacciare le altre fazioni da Kronus.
Alexander è inizialmente equipaggiato con Artigli Potenziati e un Fucile Requiem montato sul polso. Mentre la campagna prosegue, può eventualmente venire equipaggiato con una pistola al plasma montata sul polso e dei Magli Potenziati, assieme ad una completa armatura imperiale, con i Simboli del suo Ufficio.
Nel caso il Governatore-Militante abbia successo, egli diventa uno degli uomini più potenti del settore con un intero pianeta al suo comando. Gran parte del Primo Reggimento di Kronus viene successivamente inviato sugli altri pianeti vicini come rinforzi, mentre il Governatore-Militante rimane su Kronus per supervisionare l'amministrazione del pianeta e la creazione della Forza di Difesa Planetaria. Con l'antico cannone Titano saldamente al sicuro, l'Adeptus Mechanicus, eternamente grato ad Alexander, è in grado di studiarlo al meglio. Con la perdita del controllo Tau su Kronus, la popolazione umana, con un piccolo incoraggiamento, procede al massacro di qualunque Tau (o umani simpatizzanti Tau) che non ha evacuato insieme a Shas'O Kais. Infine, con l'annientamento della task force dei Corvi Sanguinari, documenti ed artefatti incriminanti vengono scoperti nel loro Castellum Incorruptus e consegnati nelle mani dell'Inquisizione, rimettendo in discussione la storia e la "vera natura" dei Corvi Sanguinari.
Nel caso la città di "Baia Vittoria" sia catturata, dopo la morte di Lukas Alexander, i superstiti del Primo Reggimento di Kronus tentano una vana resistenza nelle vicinanze del cannone Tempesta Infernale. Per impedire la caduta del cannone Titano nelle mani degli attaccanti, Vash (l'ultimo Sergente Kasrkin che, dopo la morte di Alexander, assume il comando degli ultimi sopravvissuti del 1º Reggimento) ordina ad un Tecnoprete di "sovraccaricarlo". Il cannone Titano comincia a sovraccaricarsi ed esplode, investendo i combattenti nelle vicinanze.

### Shas'O Kais
Comandante dei Tau su Kronus Dark Crusade, Kais vuole conquistare l'intero pianeta dalle altre sei razze. Come fermo credente del Bene Superiore, è convinto di poter persuadere chiunque ad accettare l'ideologia dei Tau, spesso infatti prima di attaccare dà l'oppurtunità ai suoi nemici di arrendersi.
Nel caso Shas' O Kais vinca, l'intero pianeta verrà conquistato dall'Impero Tau e la popolazione umana è costretta ad accettare il Bene Superiore ed arruolarsi nell'esercito Tau, mentre quanti si rifiutano vengono massacrati. Se invece la capitale dei Tau verrà conquistata, Aun'El morirà e Shas abbandonerà il pianeta portando con sé più Guerrieri Tau possibili.

### Gran Sacerdote Necron su Kronus
Il comandante di tutte le forze Necron su Kronus. Durante la campagna non parla di persona, tutte le comunicazioni esterne sono fatte da uno dei suoi Paria, uno scienziato umano (o Gue'la come da una nota d'archivio:Gue'la nella lingua dei Tau significa umano) chiamato Thomas Macabee, unico sopravvissuto di una spedizione comandata da lui per esplorare le catacombe dell'altopiano di Thur'abis nell'M 40, della spedizione si sa solo che furono fatte diverse scoperte, da parte di questi uomini (militari e scienziati) riguardo ai necron, le quali non furono mai trasmesse poiché la spedizione scomparve sul campo lasciando come unico sopravvissuto lo scienziato.

## Doppiatori
- Lee Tocker – Comandante Tau
- Brian Drummond – Truppe e veicoli base Tau
- Brian Dobson – Costruttore della Casta di Terra, Droni di squadra, Flash Gitz, Cavalieri Grigi, Lukas Alexander
- John Novak – Archivista Imperiale

## Premi
- Gamespot: Best Expansion Pack 2006
- IGN: Best Expansion Pack 2006